# Les Mées (Alpes de Alta Provenza)
 Les Mées  es una población y comuna francesa, situada en la región de Provenza-Alpes-Costa Azul, departamento de Alpes de Alta Provenza, en el distrito de Digne-les-Bains y cantón de Les Mées.

## Patrimonio geológico

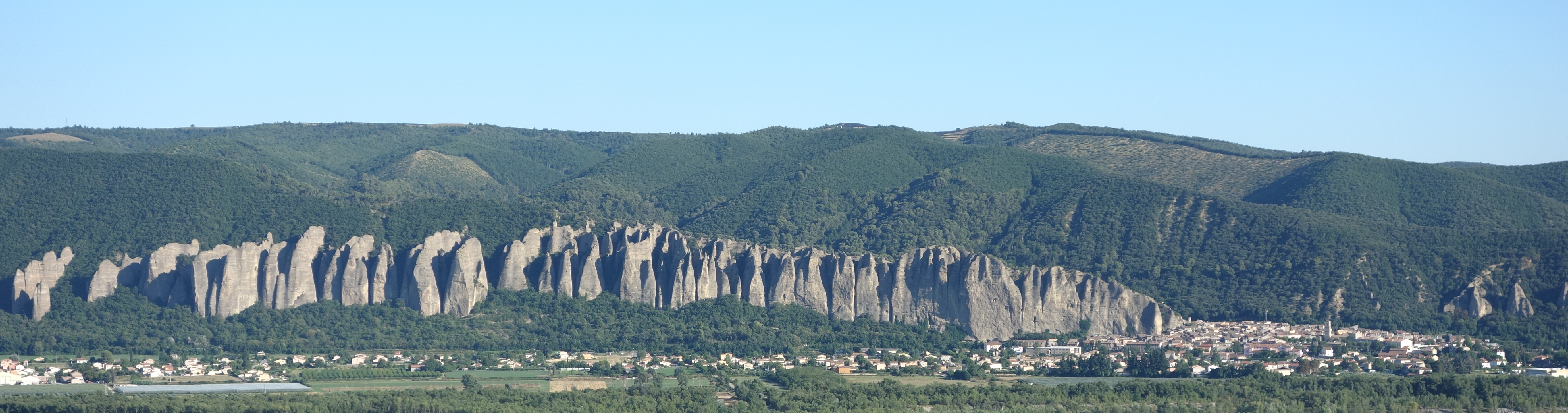
Les Mées (a la derecha) y la curiosa formación geológica llamada "Los Penitentes"

## Demografía
| 2370 | 2063 | 2128 | 2275 | 2601 | 2925 |
| Para los censos de 1962 a 1999 la población legal corresponde a la población sin duplicidades (Fuente: INSEE [Consultar]) |      |      |      |      |      |